# Дослідження Юпітера

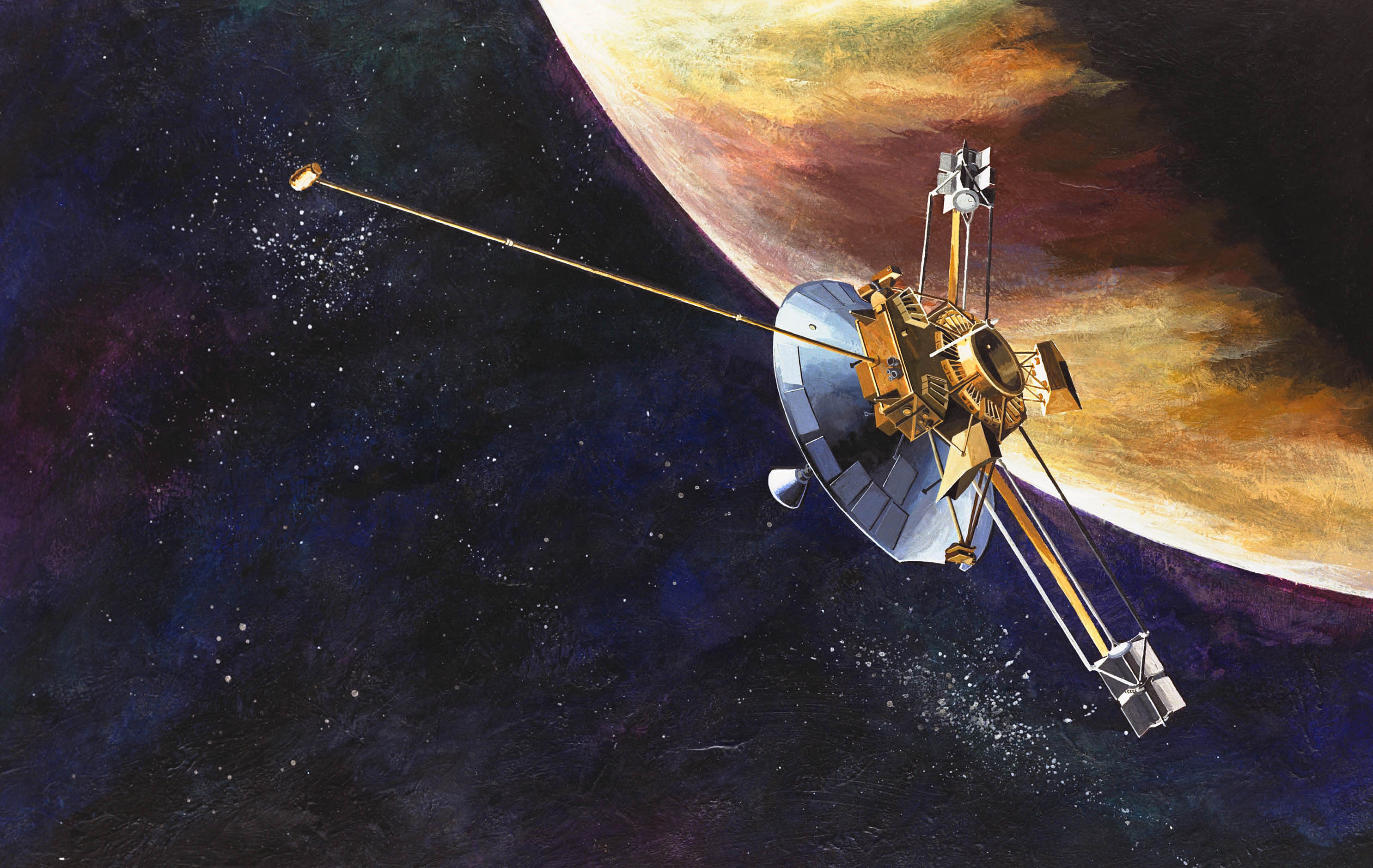
Художнє зображення «Піонера-10» — першого космічного апарата, що відвідав Юпітер.

Дослідження Юпітера проводилося шляхом спостережень з малої відстані за допомогою автоматичних космічних апаратів. Воно почалося в 1973 році з прибуттям до системи Юпітера космічного апарата «Піонер-10». Станом на 2023 рік відбулося вісім місій космічних апаратів до Юпітера. Усі вони були здійснені Національним управлінням з аеронавтики і дослідження космічного простору (НАСА), і всі, крім двох, були прольотами, під час яких проводилися детальні спостереження без посадки і виходу на орбіту. Завдяки цим місіям Юпітер став найчастіше відвідуваною зовнішньою планетою Сонячної системи, адже в усіх місіях до зовнішніх планет Сонячної системи використовувався гравітаційний маневр під час прольоту повз Юпітер.
Відправлення космічного апарата до Юпітера — непроста задача, здебільшого через великі потреби в паливі та вплив жорсткого радіаційного поля планети. 5 липня 2016 року до Юпітера прибув і вийшов на орбіту навколо нього космічний апарат «Юнона» — це другий апарат, який це зробив.
Першим космічним апаратом, який відвідав Юпітер, був «Піонер-10»: він пролетів повз планету в 1973 році; через рік повз Юпітер пролетів його близнюк «Піонер-11». Окрім перших знімків планети з невеликої відстані, зонди відкрили її магнітосферу та з'ясували, що надра складаються переважно з рідини. У 1979 році Юпітер відвідали зонди «Вояджер-1» і «Вояджер-2». Вони дослідили його супутники і систему кілець, виявили вулканічну активність Іо і знайшли водяний лід на поверхні Європи. Космічний апарат «Улісс» продовжив дослідження магнітосфери Юпітера в 1992 році, а потім ще раз у 2004 році. Зонд «Кассіні» наблизився до планети у 2000 році і зробив дуже детальні знімки її атмосфери. У 2007 році повз Юпітер пролетів космічний апарат New Horizons, зробивши покращені вимірювання параметрів планети та її супутників.
Першим на орбіту навколо Юпітера вийшов космічний апарат «Галілео»: він прибув до планети в 1995 році і вивчав її до 2003 року. За цей період «Галілео» зібрав велику кількість інформації про систему Юпітера, здійснив близькі зближення з усіма чотирма великими Галілеєвими супутниками і знайшов докази наявності тонкої атмосфери на трьох із них, а також підтвердив можливість існування рідкої води під їхньою поверхнею. Він також виявив магнітне поле навколо Ганімеда. Наближаючись до Юпітера, він також став свідком падіння на Юпітер комети Шумейкерів — Леві 9. У грудні 1995 року він відправив атмосферний зонд в атмосферу Юпітера; поки що це єдиний апарат, який зробив це.
У липні 2016 року на орбіту навколо Юпітера вийшов космічний апарат «Юнона», запущений у 2011 році, де він перебуває й досі, продовжуючи виконувати свою наукову програму.
У 2012 році Європейське космічне агентство (ЄКА) в рамках своєї програми Cosmic Vision обрало місію JUICE (Jupiter Icy Moons Explorer) для дослідження трьох із чотирьох галілеєвих супутників Юпітера із можливою посадкою спускного апарата, розробленого Роскосмосом, на Ганімед. Місія JUICE була запущений 14 квітня 2023 року, але після анексії Криму Росією у 2014 році і Російського вторгнення в Україну у 2022 році на багато російських державних підприємств, зокрема на Роскосмос, а також но його тодішнього керівника Дмитра Рогозіна, було накладено міжнародні санкції, і ЄКА довелося відмовитися від російського спускного модуля — він так і не був реалізований.
У жовтні 2024 року НАСА планує запустити космічний апарат Europa Clipper, який досліджувати супутник Юпітера Європу.
Китайське національне космічне управління планує запустити до Юпітера дві місії: у 2024 році — «Шенсуо» (попередня назва — «Міжзоряний експрес») для прольоту повз Юпітер, а приблизно у 2029 році — «Тяньвень-4» для дослідження Юпітера на його супутника Каллісто.

## Дослідження за допомогою телескопів
Вивчення планети Юпітер почалося з винаходом на початку XVII століття телескопа-рефрактора. У 1610 році за допомогою першого з таких телескопів Галілео Галілей виявив, що навколо Юпітера обертаються кілька супутників. Чотири найбільші з них — Іо, Європа, Ганімед і Каллісто — згодом були названа на його честь — Галілеєві. Це відкриття кинуло виклик тогочасній концепції Всесвіту, згідно з якою все, що обертається в космосі, повинно обертатися навколо Землі. Згодом за допомогою дедалі потужніших телескопів було відкрито Велику червону пляму в атмосфері Юпітера, п'ятий супутник — Амальтею (1892), а завдяки спектроскопії — основні компоненти видимої атмосфери Юпітера.

## Технічні вимоги до космічних апаратів

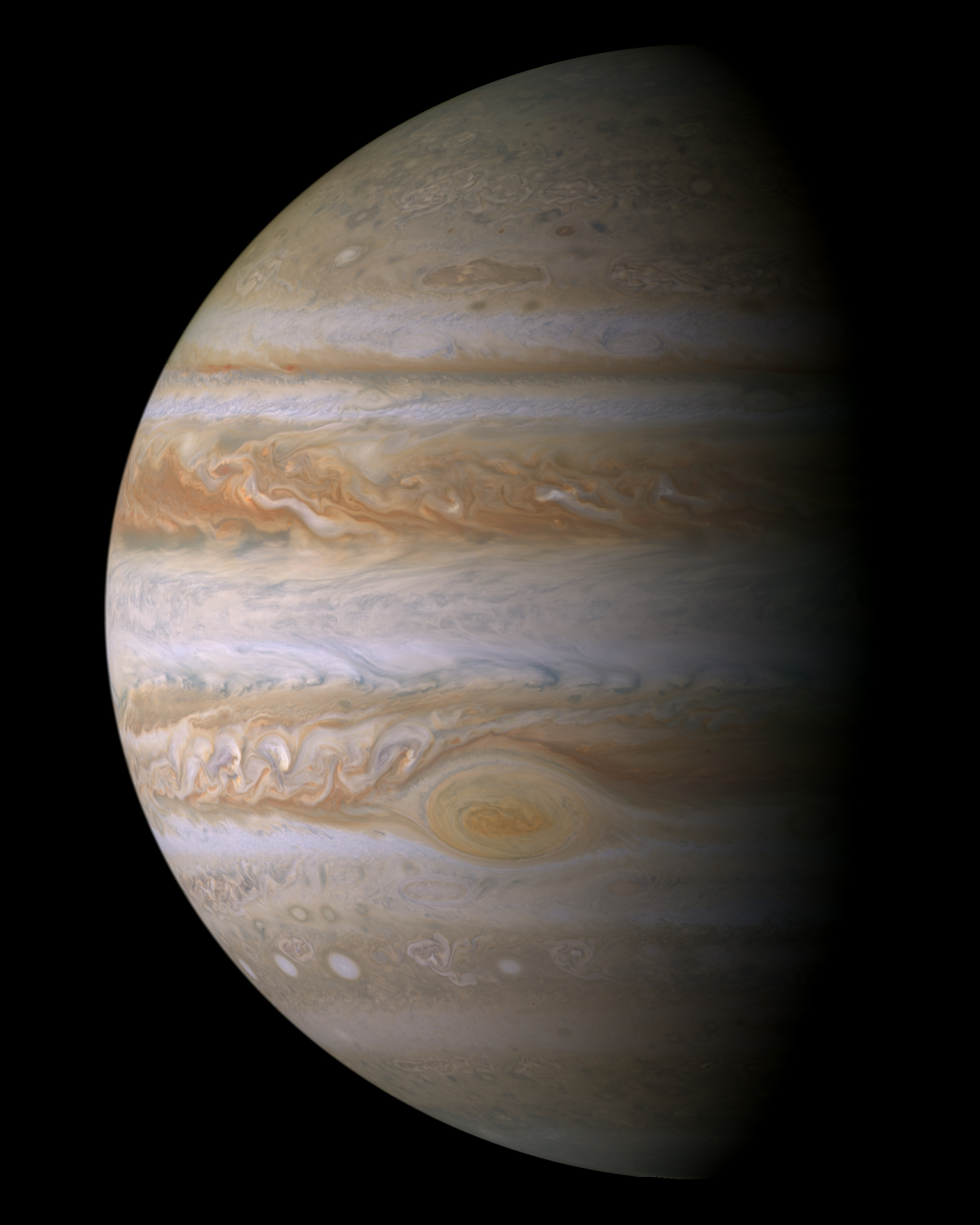
Юпітер, яким його побачив космічний зонд «Кассіні»

### Енергія
Польоти з Землі до інших планет Сонячної системи потребують величезної кількості енергії. Щоб досягти Юпітера з земної орбіти, космічному апарату потрібно майже стільки ж енергії, скільки потрібно для виведення його на навколоземну орбіту. В астродинаміці ці витрати енергії визначаються чистою зміною швидкості космічного апарата — дельта-v. Енергія, необхідна для досягнення Юпітера з навколоземної орбіти, вимагає дельта-v близько 9 км/с, тоді як для досягнення низької навколоземної орбіти вимагає 9,0—9,5 км/с.
Потребу в енергії, а отже й у паливі, можна суттєво скоротити за рахунок так званих гравітаційних маневрів — тобто скориставшись гравітацією планет (наприклад, Землі або Венери) під час прольотів повз них. Ціною такої економії зазвичай є значне збільшення тривалості польоту порівняно з траєкторією безпосереднього перельоту. На космічному апараті Dawn використовувалися іонні двигуни, здатні змінити швидкість більше ніж на 10 км/с — цього більш ніж достатньо, щоб здійснити проліт повз Юпітер із сонячної орбіти того ж радіуса, що й у Землі, не виконуючи гравітаційних маневрів.

### Неможливість приземлитися
Серйозною проблемою під час відправлення космічних зондів до Юпітера є те, що планета не має твердої поверхні, на яку можна було б приземлитися: його атмосфера поступово переходить у рідкі надра. Будь-який зонд, який спускається в атмосферу, врешті-решт буде розчавлений величезним тиском всередині Юпітера.

### Радіація
Іншою важливою проблемою є потужність радіації, якій піддається космічний зонд, входячи в середовище заряджених частинок навколо Юпітера. Наприклад, коли «Піонер-11» наблизився до Юпітера на найменшу відстань, рівень радіації виявився вдесятеро потужнішим, ніж передбачали його розробники, і це викликало побоювання, що апарат її не витримає. З кількома незначними збоями йому вдалося пройти через радіаційні пояси, але він втратив більшість зображень Іо, оскільки під дією радіації фотополяриметр «Піонера» отримував хибні команди. Наступний, набагато технологічніший космічний апарат «Вояджер» довелося переробити, щоб він витримав радіацію такої потужності. За вісім років перебування на орбіті планети космічний апарат «Галілео» отримав значно більшу дозу радіації, ніж передбачалося в проєкті, і через це його системи кілька разів відмовляли. Гіроскопи апарата часто показували підвищену кількість похибок, а між його обертовою і необертовою частинами іноді виникали електричні дуги, через що апарат переходив у безпечний режим. З цієї ж причини були повністю втрачені дані з 16-ї, 18-ї та 33-ї орбіт. Радіація спричинила також фазові зсуви в надстабільному кварцовому генераторі «Галілео».

## Польотні місії

### Програма «Піонер» (1973 і 1974 роки)

Анімація траєкторії руху «Піонера-11» навколо Юпітера з 30 листопада 1974 року по 5 грудня 1974 року.
«Піонер-11»
Юпітер
Іо
Європа
Ганімед
Каллісто

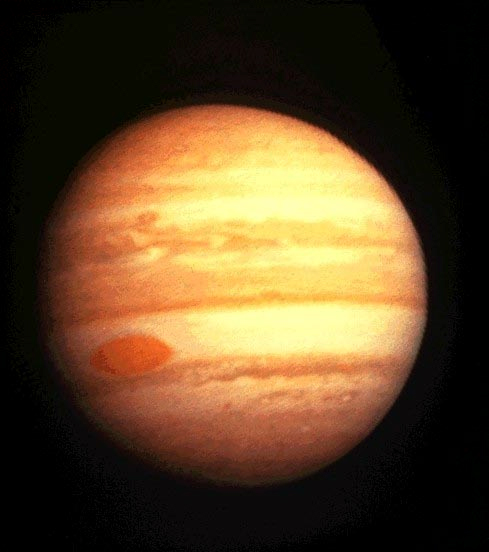
«Піонер-10» був першим космічним апаратом, який відвідав Юпітер.

Першим космічним апаратом, який досліджував Юпітер, був «Піонер-10», який пролетів повз планету в грудні 1973 року; 12 місяців по тому повз Юпітер пролетів його близнюк — «Піонер-11». «Піонер-10» отримав перші зображення Юпітера та Галілеєвих супутників зблизька, дослідив атмосферу планети, виявив його магнітне поле, спостерігав радіаційні пояси і визначив, що Юпітер є переважно рідиною. 4 грудня 1974 року «Піонер-11» пролетів на мінімальній відстані від вершин хмар Юпітера — близько 34 000 км. Він отримав вражаючі зображення Великої червоної плями, зробив перше спостереження величезних полярних областей Юпітера і визначив масу супутника Юпітера Каллісто. Інформація, зібрана цими двома космічними апаратами, допомогла астрономам та інженерам вдосконалити конструкцію майбутніх космічних апаратів.

### Програма «Вояджер» (1979 рік)
«Вояджер-1» почав фотографувати Юпітер у січні 1979 року і максимально наблизився до нього 5 березня 1979 року — на відстань 349 000 км від центру Юпітера. Така невелика відстань дала змогу отримати зображення більшої роздільної здатності. Більшість спостережень за супутниками, кільцями, магнітним полем і радіаційним середовищем Юпітера були зроблені протягом 48-годинного періоду після зближення, проте «Вояджер-1» продовжував фотографувати планету до квітня 1979 року.
Невдовзі проліт повз Юпітер здійснив «Вояджер-2»: його максимальне наближення до планети відбулося 9 липня 1979 року на відстані 576 000 км від хмар планети. Зонд відкрив кільце Юпітера, спостерігав складні вихори в його атмосфері, активні вулкани на Іо, процес, аналогічний тектоніці плит, на Ганімеді, і численні кратери на Каллісто.
«Вояджери» значно покращили наше розуміння Галілеєвих супутників, а також відкрили кільця Юпітера. Вони також зробили перші знімки атмосфери планети зблизька, виявивши, що Велика червона пляма — це складний шторм, який рухається проти годинникової стрілки. Скрізь у смугастих хмарах були виявлені інші, менші бурі та вихори (див. анімацію праворуч). На орбітах, безпосередньо за межами кільця було виявлено два нові невеликі супутники, Адрастею і Метіду. Це були перші супутники Юпітера, виявлені космічним апаратом. Між орбітами Амальтеї та Іо був виявлений третій супутник — Феба.
Найбільшою несподіванкою місії стало відкриття вулканічної активності на супутнику Іо: це був перший випадок, коли активний вулкан спостерігався на іншому небесному тілі, окрім Землі. Разом «Вояджери» зафіксували виверження дев'яти вулканів на Іо, а також знайшли докази інших вивержень, що відбувалися між зустрічами «Вояджерів».
На фотографіях Європи, зроблених «Вояджером-1» із низькою роздільною здатністю, видно велику кількість лінійних об'єктів, що перетинаються. Спочатку вчені вважали, що це глибокі тріщини, спричинені розломами кори або тектонічними процесами. Фотографії з високою роздільною здатністю з «Вояджера-2», зроблені ближче до Юпітера, спантеличили вчених, оскільки на цих фотографіях топографічний рельєф майже повністю відсутній. Це змусило багатьох припустити, що ці тріщини можуть бути схожими на земну кригу, і що Європа може мати рідку воду всередині. Європа може бути внутрішньо активною через приливне нагрівання на рівні приблизно однієї десятої від рівня Іо, і в результаті вважається, що цей супутник має кору з водяного льоду завтовшки менше 30 кілометрів, і цей лід, імовірно, плаває в океані глибиною 50 кілометрів.

### Космічний корабель «Улісс» (1992, 1994)
8 лютого 1992 року сонячний зонд «Улісс» пролетів повз північний полюс Юпітера на відстані 451 000 км. Цей гравітаційний маневр був необхідний для того, щоб «Улісс» вийшов на дуже високо нахилену орбіту навколо Сонця, збільшивши її нахил до екліптики до 80,2°. Гравітація гігантської планети викривила траєкторію польоту космічного апарата вниз і вбік від площини екліптики, виводячи його на остаточну орбіту навколо північного й південного полюсів Сонця. Віддаленість і форма орбіти зонда були скориговані в значно меншій мірі, так що його афелій залишився на відстані приблизно 5 а. о. (відстань Юпітера від Сонця), а перигелій — дещо далі 1 а. о. (відстань Землі від Сонця). Під час зустрічі з Юпітером зонд провів вимірювання магнітосфери планети. Оскільки зонд не був обладнаний камерами, жодних зображень він не зробив.
У лютому 2004 року зонд знову наблизився до Юпітера. Цього разу відстань до планети була значно більшою — близько 120 млн км (0,8 а. о.) — але він продовжив спостереження за Юпітером.

### Місія «Кассіні— Гюйгенс» (2000)
У 2000 році зонд «Кассіні», прямуючи до Сатурна, пролетів повз Юпітер і зробив одні з найвищих знімків планети з найвищою роздільною здатністю. Максимальне наближення відбулося 30 грудня 2000 року; під час нього було зроблено багато наукових вимірювань. У процесі багатомісячного прольоту було зроблено близько 26 000 зображень Юпітера. Зонд створив найдетальніший глобальний кольоровий портрет Юпітера, у якому найменші видимі об'єкти мають розмір приблизно 60 км.

Головним відкриттям цього прольоту, про яке було оголошено 5 березня 2003 року, стала циркуляція атмосфери Юпітера. Темні пояси в ній чергуються зі світлими в атмосфері, і зони з блідими хмарами вчені раніше вважали зонами висхідних потоків повітря — почасти тому, що на Землі хмари мають тенденцію утворюватися з висхідного повітря. Аналіз зображень, надісланих зондом «Кассіні» показав, що темні пояси містять окремі грозові осередки висхідних яскраво-білих хмар, надто малих, щоб їх можна було побачити з Землі. Ентоні Дель Геніо (Anthony Del Genio) з Інституту космічних досліджень ім. Ґоддарда НАСА сказав:
Судячи з усього, пояси — це області висхідного атмосферного руху на Юпітері, [а отже], висхідний рух у цих зонах має бути спадним.
Серед інших атмосферних спостережень — закручений темний овал високого атмосферного туману, розміром із Велику червону пляму, поблизу північного полюса Юпітера. Знімки, зроблені в інфрачервоному діапазоні, виявили особливості циркуляції поблизу полюсів: смуги вітрів, які огинають планету, і сусідні смуги, які рухаються в протилежних напрямках. У тому ж повідомленні обговорювалася також природа кілець Юпітера. Розсіювання світла частинками в кільцях показало, що вони мають неправильну, тобто несферичну форму і, ймовірно, утворилися в результаті падіння мікрометеоритів на супутники Юпітера — імовірно, на Метіда й Адрастею. 19 грудня 2000 року космічний апарат «Кассіні» зробив знімок супутника Гімалія з дуже низькою роздільною здатністю: він перебував надто далеко, щоб розгледіти деталі поверхні.

### New Horizons (2007)

Відео вулканічних шлейфів на Іо, записане New Horizons у 2008 році

Зонд New Horizons на своєму шляху до Плутона пролетів повз Юпітер, здійснивши гравітаційний маневр і ставши першим зондом, запущеним безпосередньо до Юпітера з часів «Улісса» в 1990 році. 4 вересня 2006 року New Horizons зробив перші фотографії Юпітера за допомогою своєї довгофокусної камери (LORRI). Подальше вивчення системи Юпітера продовжилося в грудні 2006 року. Максимальне наближення до Юпітера відбулося 28 лютого 2007 року.
Незважаючи на невелику відстань до Юпітера, New Horizons за допомогою своєї інструментів провів точні вимірювання орбіт внутрішніх супутників Юпітера, зокрема Амальтеї. Камери зонда зняли вулкани на Іо, детально дослідили всі чотири Галілеєві супутники, а також провели дистанційні дослідження зовнішніх супутників — Гімалії та Елари. Апарат також дослідив Малу червону пляму Юпітера, магнітосферу планети та систему тонких кілець.
19 березня 2007 року в комп'ютері управління й обробки даних сталася невиправна помилка пам'яті: він перезавантажився, що призвело до переходу апарата в безпечний режим. Апарат повністю відновився протягом двох днів, але втратим незначну кількість даних про магнітний хвіст Юпітера. Жодних інших подій, пов'язаних із втратою даних, під час зустрічі не відбулося. Через величезний розмір системи Юпітера і її відносну близькість до Землі порівняно з відстанню від Землі до Плутона, який був основною ціллю місії New Horizons, апарат відправив на Землю більше даних від зустрічі з Юпітером, ніж від зустрічі з Плутоном.

## Орбітальні місії

### «Галілео» (1995—2003)

Анімація траєкторії руху зонда «Галілео» навколо Юпітера з 1 серпня 1995 року до 30 вересня 2003 року.
«Галілео»
Юпітер
Io
Європа
Ганімед
Каллісто

Першим космічним апаратом, який вийшов на орбіту навколо Юпітера, став орбітальний апарат «Галілео». Вихід на орбіту відбувся 7 грудня 1995 року. Апарат обертався навколо планети понад сім років, зробивши 35 витків, і врешті-решт був знищений під час контрольованого зіткнення з Юпітером 21 вересня 2003 року. За цей період він зібрав велику кількість інформації про систему Юпітера. Її обсяг виявився не таким великим, як передбачалося, оскільки розгортання його направленої радіопередавальної антени з високим коефіцієнтом підсилення не відбулося. Основними подіями протягом восьмирічного дослідження були численні прольоти повз усі Галілеєві супутники, а також повз Амальтею («Галілей» — перший зонд, який зробив такий проліт). У 1994 році він став свідком падіння на Юпітер комети Шумейкерів — Леві 9, а в грудні 1995 року випустив в атмосферу Юпітера атмосферний зонд.
Між 16 і 22 липня 1994 року в камери «Галілео» потрапили уламки комети Шумейкерів — Леві 9, коли вони на швидкості бл. 60 км/с впали в південній півкулі Юпітера. Це було перше безпосереднє спостереження позаземного зіткнення об'єктів Сонячної системи. Хоча зіткнення відбулося на зворотному відносно Землі боці Юпітера, «Галілео», перебуваючи на відстані 1,6 а. о. від планети, зміг їх зафіксувати. Його інструменти виявили вогняну кулю, яка досягла пікової температури близько 24 000 К (для порівняння: звичайна температура вершин хмар Юпітера становить бл. 130 К, або −143 °C), а шлейф від вогняної кулі сягав висоти понад 3000 км.
У липні 1995 року від орбітального модуля відділився атмосферний зонд, а 7 грудня 1995 року той увійшов в атмосферу Юпітера. Після спуску в атмосферу, який супроводжувався значними перевантаженнями, зонд скинув залишки свого теплового екрана і пролетів на парашуті через 150 км атмосфери, збираючи дані протягом 57,6 хв, а потім був зруйнований тиском, приблизно в 22 рази вищим за тиск на Землі на рівні моря, і температурою, яка досягла 153 °C. Після цього він мав повністю розплавитися або випаруватися. На орбітальний апарат «Галілео» чекала така сама доля: 21 вересня 2003 року його навмисно спрямували на Юпітер на швидкості понад 50 км/с. Це було зроблено для того, щоб унеможливити його зіткнення з Європою і її забруднення земними мікроорганізмами.

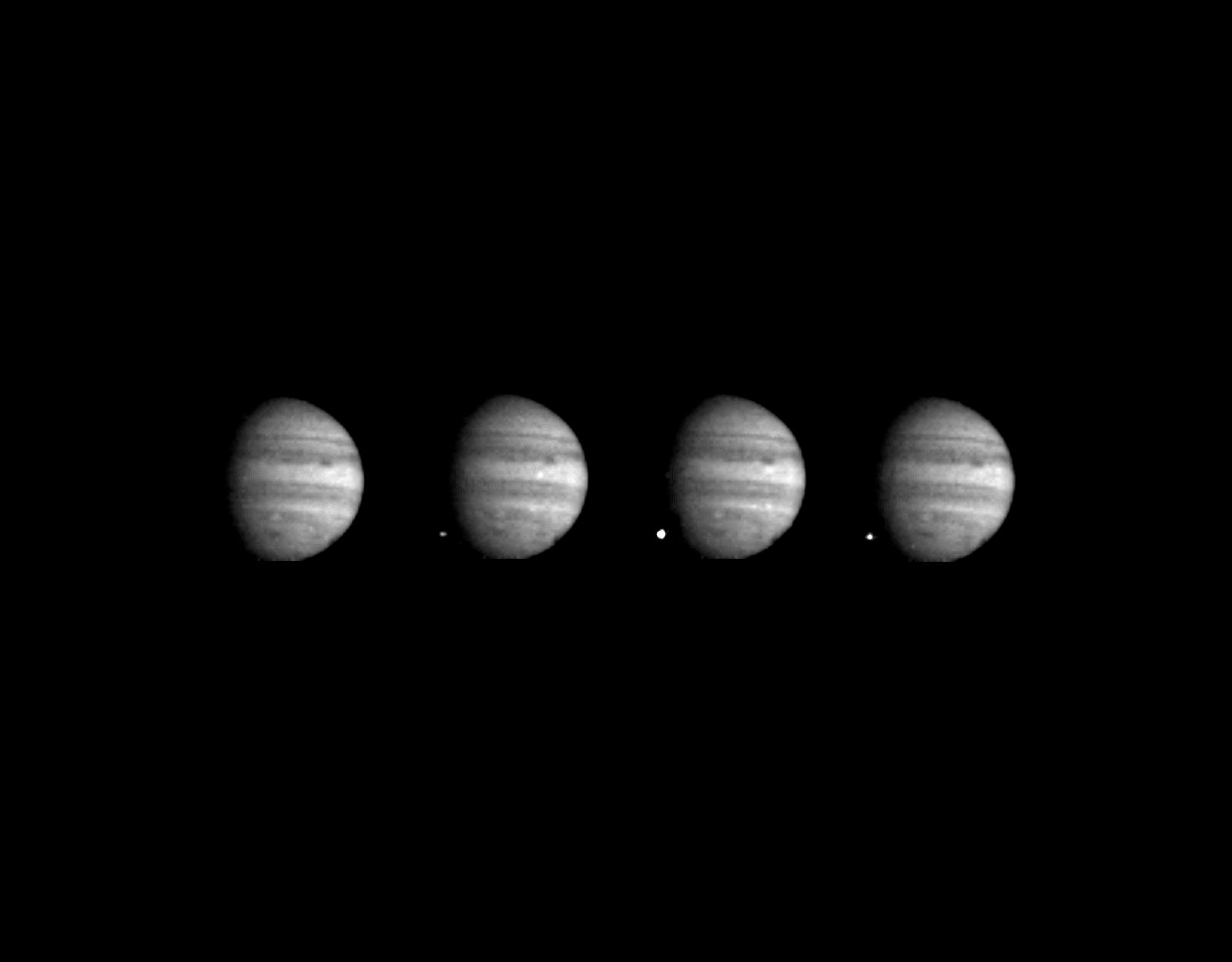
Послідовність знімків «Галілео», зроблених з інтервалом у кілька секунд, показує появу вогняної кулі на темному боці Юпітера від одного з фрагментів комети Шумейкерів — Леві 9, які врізалася в планету.

Основні наукові результати місії «Галілео»:
- Перше спостереження аміачних хмар в атмосфері іншої планети. В атмосфері Юпітера утворюються частинки аміачного льоду з матеріалу, що піднімається з менших глибин.
- Підтвердження потужної вулканічної активності на Іо: вона в 100 разів енергійніша, ніж на Землі. Тепло і частота вивержень нагадують ранню Землю.
- Спостереження складних плазмових взаємодій в атмосфері Іо, де генеруються потужні заряджені потоки частинок, які зіштовхуються з атмосферою Юпітера.
- Отримання доказів теорії про існування рідких океанів під крижаною поверхнею Європи.
- Перше виявлення потужного магнітного поля навколо Ганімеда.
- Отримання даних щодо магнітного поля, які свідчать про те, що Європа, Ганімед і Каллісто мають шар рідкої солоної води під поверхнею.
- Отримання доказів існування тонкого атмосферного шару на Європі, Ганімеді та Каллісто — так званої приповерхневої екзосфери.
- Отримання даних щодо формування кілець Юпітера з пилу, піднятого міжпланетними метеороїдами, які врізаються в чотири малі внутрішні супутники планети, а також спостереження двох зовнішніх кілець і отримання свідчень існування окремого кільця вздовж орбіти Амальтеї.
- Визначення глобальної структури й динаміки гігантської магнітосфери Юпітера.

11 грудня 2013 року НАСА, спираючись на результати місії «Галілео», повідомило про виявлення «глиностих мінералів» (зокрема, філосилікатів), які є ознакою наявності органічних речовин, на крижаній корі Європи. На думку вчених, наявність цих мінералів могла бути результатом зіткнення з астероїдом або кометою.

### «Юнона» (з 2016 року)

Анімація траєкторії «Юнони» навколо Юпітера з 1 червня 2016 року по 21 жовтня 2025 року.
«Юнона»
Юпітер

5 серпня 2011 року НАСА запустило апарат «Юнона», завданням якого було детальне дослідження Юпітера. 5 липня 2016 року апарат вийшов на полярну орбіту навколо Юпітера. Космічний апарат вивчає склад планети, її гравітаційне поле, магнітне поле та магнітосферу поблизу полюсів. «Юнона» також шукає свідчення того, як сформувався Юпітер, зокрема, чи має він кам'янисте ядро, скільки води міститься в глибоких шарах його атмосфери і як розподілена маса всередині планети. Юнона вивчає також глибинні вітри Юпітера, які можуть досягати швидкості 600 км/год.
На перших етапах «Юнона», зокрема, зібрала інформацію про юпітерианські блискавки, через що довелося переглянути попередні теорії щодо їх виникнення. «Юнона» передала перші види північного полюса Юпітера, а також інформацію про полярні сяйва, магнітне поле та атмосферу.
«Юнона» зробила багато відкриттів, які поставили під сумнів наявні теорії формування Юпітера. Пролітаючи над полюсами Юпітера, вона сфотографувала скупчення стаціонарних циклонів, які постійно перебувають на полюсах. Він виявив, що магнітосфера Юпітера нерівномірна й хаотична. За допомогою мікрохвильового радіометра «Юнона» виявила, що червоні та білі смуги, які видно на Юпітері, простягаються на сотні кілометрів в атмосферу Юпітера, проте внутрішні частини Юпітера перемішані нерівномірно. Це призвело до появи теорії, що ядро Юпітера не тверде, як вважалося раніше, а «розмите»: воно складається з уламків гірських порід і металевого водню. Таке своєрідне ядро може бути результатом зіткнення, яке сталося на ранній стадії формування Юпітера.

### Jupiter Icy Moons Explorer(триває)
Апарат Європейського космічного агентства (ЄКА) Jupiter Icy Moons Explorer (JUICE) був обраний в рамках наукової програми ЄКА Cosmic Vision. Він був запущений 14 квітня 2023 року, а в 2031 році, здійснивши серію прольотів повз внутрішні планети Сонячної системи, має прибути до Юпітера. У 2012 році ЄКА обрало JUICE своєю першою великою місією, замінивши свій внесок у Europa Jupiter System Mission на орбітальний апарат Jupiter Ganymede Orbiter (JGO). Партнерство щодо місії Europa Jupiter System Mission відтоді вже закінчилося, але НАСА продовжить надавати європейській місії апаратне забезпечення та інструменти.

## Запропоновані місії
Europa Clipper — запланована місія НАСА, яка зосередиться на дослідженні супутника Юпітера Європи. Наразі запуск апарата заплановано на 10 жовтня 2024 року, і він досягне Європи після 6,5-річної подорожі. Космічний апарат пролетить повз супутник 32 рази, щоб мінімізувати шкоду від радіації Юпітера.
Китайське національне космічне управління (CNSA) планує запустити у 2024 році кілька космічних апаратів у рамках програми «Шеньсуо» (раніше вона називалася Interstellar Express), призначеної для дослідження геліосфери та міжзоряного простору. Програма передбачає запуск двох або трьох космічних зондів, які планується запустити у 2024 році. Вони прямуватимуть до Юпітера різними траєкторіями, а після прольоту повз нього мають залишити Сонячну систему. Перший зонд, IHP-1, рухатиметься до «носа» геліосфери, а другий, IHP-2, пройшовши повз Нептун і Тритон у січні 2038 року, пролетить близько до її «хвоста». Можливо, ще один зонд, імовірно, IHP-3, буде запущений у 2030 році для дослідження північної частини геліосфери. IHP-1 й IHP-2 стануть 6-м і 7-м космічними апаратами, які покинуть Сонячну систему, а також першими, які покинуть Сонячну систему і не належать НАСА.
Окремо CNSA оголосило про плани запустити близько 2030 року місію «Тяньвень-4» до Юпітера. Вона має вийти на орбіту навколо Каллісто.
Індійська організація космічних досліджень і розробок (ISRO) оголосила про плани запустити індійську місію до Юпітера у 2020-х роках.

### Скасовані місії
Через можливість існування підземних рідких океанів на Європі, Ганімеді та Каллісто виник великий інтерес до детального вивчення цих крижаних супутників. Їх дослідження постійно затримувалося через труднощі з фінансуванням. НАСА планувало відправити до Європи орбітальний апарат Europa Orbiter. Його основними цілями було перевірка наявності або відсутності підповерхневого океану та визначення місць для майбутніх місій посадкових апаратів. Але у 2002 році цю місію було скасовано через «значну енергію, необхідну для прольоту прямою траєкторією, довгу тривалість місії, високу загальну дозу опромінення і потребу в радіоізотопних термоелектричних генераторах». Пропонувалася також місія НАСА Jupiter Icy Moons Orbiter (JIMO), яка була скасована у 2005 році, та європейська місія Jovian Europa Orbiter, але врешті-решт їх замінила місія Europa Jupiter System Mission.
Місія Europa Jupiter System Mission (EJSM) була спільним проєктом НАСА та ЄКА щодо дослідження Юпітера та його супутників. У лютому 2009 року було оголошено, що обидва космічні агентства надали цій місії пріоритет перед місією Titan Saturn System Mission. Пропозиція передбачала запуск приблизно у 2020 році і складалася з двох орбітальних апаратів — Jupiter Europa Orbiter (JEO) НАСА та Jupiter Ganymede Orbiter ЄКА. Частка ЄКА конкурувала за фінансування з іншими проєктами ЄКА. Водночас Jupiter Europa Orbiter, частка НАСА, була визнана в Планетарному десятирічному огляді надто великою. У результаті опитування було визнано, що потрібна дешевша альтернатива JEO. Врешті-решт уся місія EJSM з усіма запропонованими космічними апаратами і від НАСА, і від ЄКА, а також від Агентства аерокосмічних досліджень Японії (JAXA) була скасована (разом з різними пов'язаними з нею пропозиціями Роскосмосу). Утім, пізніше були розроблені й запущені космічний апарат ЄКА JUICE і космічний апарат НАСА Europa Clipper, які виросли зі скасованої місії EJSM.

## Пілотовані дослідження Юпітера
Теоретично можливі пілотовані дослідження Галілеєвих супутників Юпітера.
Особливо цікавими цілями є Європа, оскільки вона має потенціал для життя, і Каллісто, через відносно низьку дозу радіації. У 2003 році НАСА запропонувало програму під назвою «Дослідження зовнішніх планет людиною» (HOPE), яка передбачала відправлення астронавтів для дослідження галілеєвих Гупутників. НАСА прогнозує, що спроба такого польоту може бути здійснена приблизно у 2040-х роках. У політиці Vision for Space Exploration, оголошеній у січні 2004 року, НАСА обговорювало місії за межами Марса, згадуючи, що «присутність людей-дослідників» може бути бажаною на супутниках Юпітера. Перед тим як місія Jupiter Icy Moons Orbiter (JIMO) була скасована, адміністратор НАСА Шон О'Кіф заявив, що «слідом за нею підуть люди-дослідники».

### Потенціальні об'єкти для колонізації
| Супутник             | Бер/день |
| -------------------- | -------- |
| Іо                   | 3600     |
| Європа               | 540      |
| Ганімед              | 8        |
| Каллісто             | 0,01     |
| Земля (максимум)     | 0,07     |
| Земля (у середньому) | 0,0007   |

НАСА припускає можливість видобутку корисних копалин в атмосферах зовнішніх планет, зокрема гелію-3 — ізотопу гелію, який є рідкісним на Землі і має дуже високу вартість на одиницю маси як термоядерне паливо. Заводи, розміщені на орбіті навколо космічного тіла, вкритого атмосферою, могли б видобувати газ і передавати його на кораблі, що відвідують планету. Однак система Юпітера загалом створює особливі перешкоди для колонізації — жорстке радіаційне випромінювання, яке переважає в магнітосфері Юпітера, та особливо глибокий гравітаційний колодязь планети. Унаслідок радіації Юпітера впродовж однієї доби, проведеної на Іо, незахищені колоністи отримували б дозу радіації в обсязі бл. 36 зівертів (Зв), або 3600 берів, а на Європі — бл. 5,4 Зв (або 540 берів), що є вирішальним фактором, адже вже опромінення в 0,75 Зв протягом кількох днів достатньо для того, щоб викликати променеву хворобу, а близько 5 Зв протягом декількох днів є смертельним.
Ганімед — найбільший супутник у Сонячній системі і єдиний відомий супутник Сонячної системи з магнітосферою, але вона не захищає його від космічних променів достатньою мірою, оскільки її перекриває магнітне поле Юпітера. Ганімед отримує близько 0,08 Зв (8 бер) радіації на день. Каллісто розташований далі від потужного радіаційного поясу Юпітера і отримує лише 0,0001 Зв (0,01 бер) на день. Для порівняння: середня кількість радіації, яку отримує живий організм на Землі, становить близько 0,0024 Зв на рік; найвищі природні рівні радіації на Землі зафіксовані навколо Рамсарських гарячих джерел — близько 0,26 Зв на рік.
Однією з головних цілей «Дослідження зовнішніх планет людиною» (HOPE) була Каллісто. Побудова наземної бази на Каллісто пропонувалася через низький рівень радіації на її відстані від Юпітера та її геологічну стабільність. Каллісто — єдиний з Галілеєвих супутників, на якому можливе людське поселення. Рівні іонізуючого випромінювання на Іо, Європі та в довгостроковій перспективі на Ганімеді несумісні з людським життям, а адекватні захисні заходи ще не винайдені.
Можна було б побудувати базу на поверхні супутника, яка б виробляла паливо для подальшого дослідження Сонячної системи. У 1997 році у рамках проєкту «Артеміда» (не плутати з програмою освоєння Місяця «Артеміда») було розроблено план колонізації Європи. Згідно з цим планом, дослідники мали пробурити крижану кору Європи і дістатися підповерхневого океану (існування якого лише передбачається), де вони могли б жити в штучних повітряних «кишенях».